# Thomas Cave (3e baronnet)
Thomas Cave, 3e baronnet (19 avril 1681 - 21 avril 1719) de Stanford Hall, Leicestershire est un homme politique conservateur britannique qui siège à la Chambre des communes de 1711 à 1719.

## Biographie

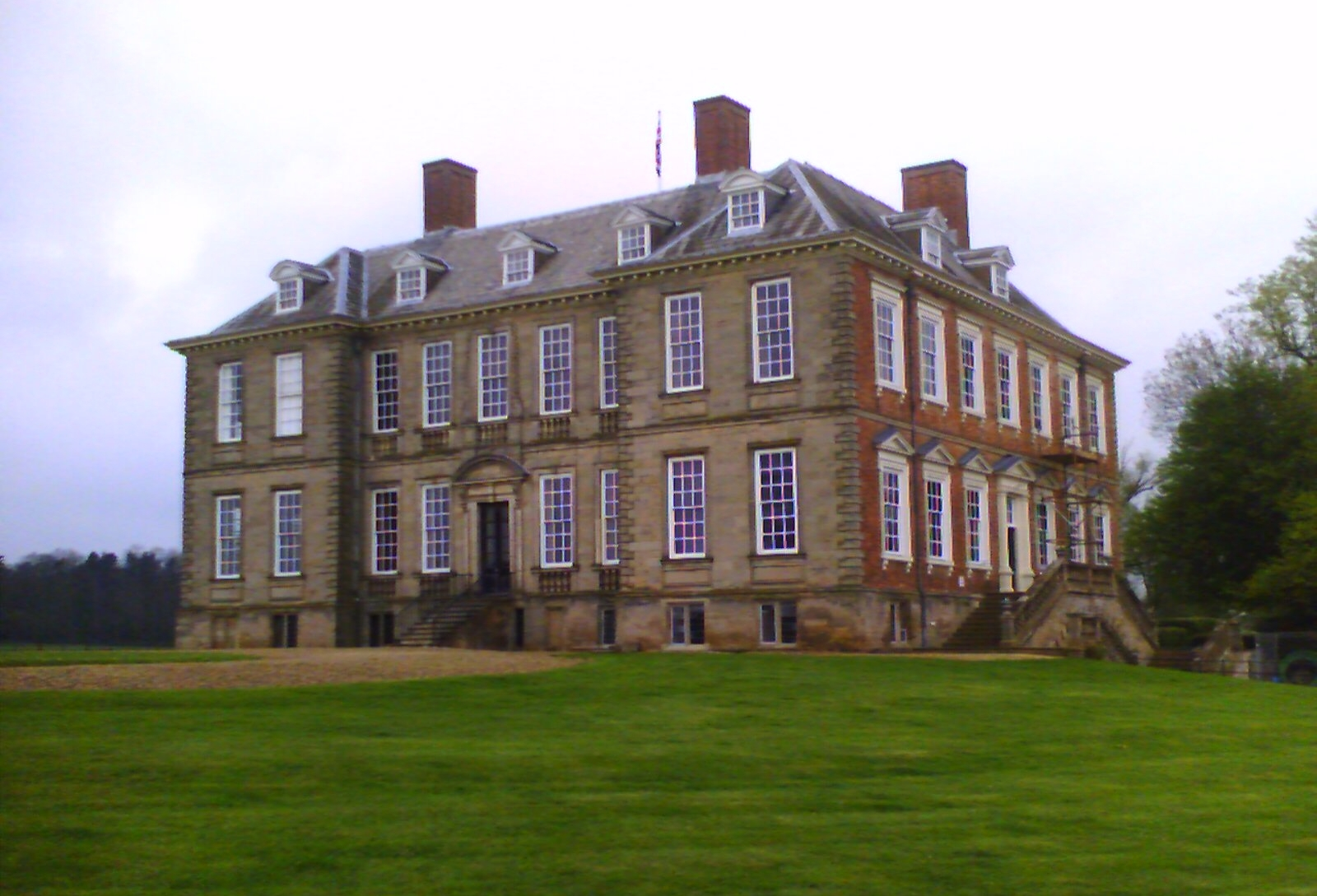
Stanford Hall, Leicestershire - siège de la famille Cave

Cave est le fils aîné de Roger Cave, 2e baronnet et de sa première épouse Martha Browne, fille de John Browne d'Eydon, Northamptonshire. Il fait ses études à la Rugby School et s'inscrit à Christ Church, Oxford le 27 janvier 1699, à l'âge de 16 ans. Le 20 février 1703, Cave épouse Margaret Verney, fille cadette de John Verney (1er vicomte Fermanagh) à l'église St Giles's-in-the-Fields. Il succède à son père comme baronnet le 11 octobre 1703.
Cave est nommé sous-lieutenant du Northamptonshire en 1705. Il se présente avec succès dans le Leicestershire lors d'une élection partielle le 20 février 1711 et y est réélu sans opposition aux élections générales de 1713. Aux élections générales de 1715, il y a un scrutin pour le Leicestershire, mais le shérif refuse de faire un retour, affirmant qu'il y a eu une émeute. Deux mois plus tard, une nouvelle élection a lieu au cours de laquelle Cave est réélu dans un scrutin. Il représente la circonscription jusqu'à sa mort en 1719.
Cave meurt le 21 avril 1719 à l'âge de 38 ans, laissant de lourdes dettes et est enterré à Stanford, Northamptonshire. Il a deux fils et deux filles. Il est remplacé comme baronnet par ses fils Verney et Thomas Cave (5e baronnet) successivement.